# Leaving
Leaving is de tweede single van het album Elysium van de Pet Shop Boys. Het nummer is geschreven door Neil Tennant en Chris Lowe. Het is geproduceerd door de Amerikaanse producer Andrew Dawson.
Het nummer beleeft op 31 augustus 2012 zijn wereldpremière op de Engelse radio. Op 15 oktober verschijnt Leaving op cd-single en 12-inch, vergezeld van nieuwe bonustracks: Hell en In his imagination. Ook staat er een demoversie op van het nummer Baby, dat de Pet Shop Boys schreven voor de Zweedse band Alcazar. Remixes van Leaving zijn gemaakt door Dusty Kid, Andrew Dawson en de Pet Shop Boys zelf.